# سید محسن صفوی
سیدمحسن صفوی (زاده ۱۳۳۳ همام - درگذشته ۱۸ بهمن ۱۳۶۵) نظامی ایرانی بود، که در خلال جنگ ایران و عراق از اعضای سپاه پاسداران انقلاب اسلامی بشمار می‌آمد و فرماندهی قرارگاه صراط‌المستقیم را برعهده داشت. وی برادر کوچکتر سیدیحیی رحیم‌صفوی می‌باشد.

## زندگی‌نامه
سیدمهرداد صفوی ملقب به سیدمحسن صفوی، در سال ۱۳۳۳ در روستای همام، استان اصفهان زاده شد و در طفولیت به همراه خانواده به شهر خمینی‌شهر عزیمت نموده و در محله جوی آباد این شهر ساکن شدند. پس از گذراندن دوران تحصیلات دبستانی و دبیرستانی، تحصیلات دانشگاهی خود را در رشته راه و ساختمان در اصفهان به پایان رسانید. او حرکتهای سیاسی خود را در خمینی شهر و شهرهای اطراف آن از جمله اصفهان شروع کرد و به سرعت دامنه فعالیت خود را گسترش داد.
سیدمحسن صفوی با سید محمد بهشتی ارتباط نزدیک داشت و با چند نفر از همرزمان خود در حرکتهای مخفی پیش از انقلاب فعالانه عمل می‌کرد. در درگیریها و عملیات نظامی اوایل سال ۱۳۵۶، مسئولیت تهیه مواد منفجره و سلاح به عهده او بود و در این جهت، سفرهایی به مراکز و توابع استان‌های همدان، کردستان و چند استان دیگر داشت. نام او در لیست اسامی تحت تعقیب ساواک بود و دستور تیر برای او داده شده بود، به همین دلیل نامش را به محسن تغییر داد و پس از آن، به این نام معروف شد. صفوی در سال ۱۳۵۶ ازدواج کرد و در آبان سال ۱۳۵۷ صاحب اولین فرزند شد.

## پس از انقلاب
صفوی پس از وقوع انقلاب طی حکمی مأمور تشکیل کمیته انقلاب اسلامی در شهرستان شهرضا شد. علاوه بر این، کمیته شهرستان سمیرم را نیز راه اندازی کرد. با توجه به حضور خوانین و مسئله‌سازی آن‌ها در منطقه، با همکاری روحانیون در منطقه و نیروهای حزب‌الله سپاه را در این دو شهر تشکیل داد و تا مدت‌ها فرماندهی سپاه شهرهای یاد شده را به عهده داشت.
مدتی بعد به عنوان مسئول مهندسی وزارت سپاه پاسداران در استان اصفهان انتخاب شد. او در مواقع عملیات نیز اغلب در جبهه حضور می‌یافت.

## قرارگاه صراط‌المستقیم
مدتی پس از جنگ، با توجه به لزوم شرکت گسترده‌تر دولت در جنگ، هیئت دولت به منظور پشتیبانی فعال تر از جنگ، طبق مصوبه‌ای، وزارت سپاه را مأمور تأسیس قرارگاهی بنام صراط الستقیم کرد تا از توان وزارتخانه‌ها در امر جنگ به نحو مطلوب‌تری استفاده کند. مسئولیت این قرارگاه با حکم وزیر وقت سپاه محسن رفیق دوست، به صفوی محول گردید. قرارگاه صراط‌المستقیم تمام پروژه‌های مهندسی وزارتخانه‌های مختلف را زیر پوشش خود قرار داد و علاوه بر پشتیبانی آن‌ها نسبت به حسن اجرای پروژه‌های فوق نیز نظارت فنی می‌کرد.

مهدی مبلغ دربارهٔ صفوی و تشکیل قرارگاه صراط‌المستقیم می‌گوید:
در زمان تشکیل وزارت دفاع، با توجه به تجربه مهندسی ایشان، و با اصرار برادرمان حاج محسن رفیق دوست وزیر وقت سپاه، آقا محسن (صفوی) مسولیت دفتر مهندسی وزارت را در استان اصفهان قبول کرد. مدتی نگذشت که از طریق همین دفتر، قرارگاه صراط المستقیم را تشکیل داد. این قرارگاه هماهنگ‌کننده تمام وزارت خانه‌ها بود و در حقیقت هماهنگ‌کننده کسانی که از وزارتخانه‌ها و دستگاه‌های مختلف اجرایی، می‌خواستند در جنگ شرکت کنند. در حقیقت ایشان قرارگاه مهندسی صراط را در جبهه جنوب، بنیان‌گذاری کرد. سخت‌ترین پروژه‌های مهندسی رزمی را با فداکاری، تدبیر، شجاعت، پشتکار، ایثار و صمیمیت به انجام رساند.

هر چند قرارگاه صراط با حداقل امکانات آغاز به فعالیت کرد، اما با توانایی و مدیریت صفوی در مدت کوتاهی توانست جایگاه ویژه‌ای در مهندسی-رزمی جنگ از آن خود کند. صفوی دربارهٔ آغاز فعالیت قرارگاه صراط المستقیم می‌گویند:
تشکیلات مان از یک کانکس ۲ اتاقه شروع شد و به اینجایی که هم‌اکنون شما ملاحظه می‌فرمایید رسیده، الان الحمدالله رب‌العالمین این تشکیلاتی که با یک بنیه بسیار ضعیف و فقط با توکل به خدا و پشتیبانی شما عزیزان، آغاز به فعالیت نمود در جبهه، هم‌اکنون فقط ۲۰۰۰۰ نفر آمار غذایی ما در جنوب است، الان یک مقدار ۲۲۰۰۰ تا ۲۳۰۰۰ نفر است، یک مقدارش واحدهای مختلف هستند، منتهی مابقی این‌ها مستقیم و غیرمستقیم زیر پوشش صراط می‌باشند.

## درگذشت
بعد از عملیات کربلای ۵ او جهت انجام مأموریتی از جبهه به تهران آمد و در هنگام بازگشت در یک سانحه هوایی در مسیر تهران-اهواز در تاریخ ۱۸ بهمن ماه ۱۳۶۵ کشته شد. وی در گلستان شهدای اصفهان در قطعه حمزه سیدالشهدا واقع در مقابل درب ورودی جنوب گلستان شهدا و در غرب بقعه شهید شمس‌آبادی دفن شد.